# Martín de Córdoba y Mendoza
Martín de Córdoba y Mendoza (Còrdova, ~ 1510 - 5 de juny de 1581) fou un religiós dominic que ocupà els bisbats de Tortosa, Plasència i Còrdova.
Fill il·legítim de Diego Fernández de Córdoba y Hurtado de Mendoza, tercer comte de Cabra
professa en els dominics i entra en el convent de Sant Pau de Còrdova. Posteriorment estudia filosofia i teologia en el col·legi major de Sant Tomàs de Sevilla, on arriba a col·legial, i ell mateix dona classes.
És nomenat prior dels convents dominics de Jerez de la Frontera, Jaén, Granada i Còrdova. En el capítol provincial de Jerez de 1556 és elegit prior provincial.
L'1 de desembre de 1560 pren possessió del bisbat de Tortosa i en reiniciar-se el Concili de Trento assisteix durant els anys 1562-1563, acompanyat pel cambrer de la Seu, Mateu Boteller, i el dominic Pere Satorre, defensant els privilegis dels ordes mendicants, i deixant a Miquel Jeroni Morell, com a vicari general, per dirigir la diòcesi durant la seua absència. Tornat a Tortosa, realitza visites pastorals pel bisbat, reforma el convent de Sant Francesc i inicia les obres de la capella del Santíssim Nom de Jesús a la catedral, amb una aportació de 500 lliures, per què ell i els seus familiars o servidors poguessin ser sepultats.
El 6 d'abril de 1573 és nomenat bisbe de Plasència, i entra en el bisbat el 14 de desembre. Realitza visites pastorals pel bisbat, i ja presentat pel bisbat de Còrdova, consagra la nova església catedral el 28 de maig de 1578.
El papa Gregori XIII el nomena bisbe de Còrdova el 10 de juny de 1578, i Martín de Córdoba entra en el bisbat l'11 de setembre. Nomena visitador del bisbat a Alonso Martín Ruano, i ell es reserva la visita de la ciutat. Morta la reina Anna, el 26 d'octubre de 1580, Felip II li encomana el trasllat del príncep i les infantes a Madrid, viatge que debilita la seua salut. Inicia la construcció de la torre de Sant Andreu, la capella del sagrari de la Catedral i la sagristia del convent de Sant Pau de Còrdova.
Mor el 5 de juny de 1581, i fou soterrat en la catedral.